# 登洲站
登洲站是佛山地铁2号线的一个车站，位于中国广东省佛山市顺德区佛陈路华阳南路口以北的地底。车站于2021年12月28日随佛山地铁2号线一期开通而启用。

## 车站结构

### 车站楼层
本站共有二层，地面为车站各出入口，周边为佛陈路、碧桂花城；地下一层为站厅；地下二層為2號綫站台。
| 地下一层 | 站厅     | 售票機、客服中心、商店、警务室、安检设施 |  |  |
| 地下二层 | 2 站台   | █2号线 南庄方向 （下站：湾华）           |  |  |
|          | 岛式站台 |                                          |  |  |
|          | 1 站台   | █2号线 广州南站方向 （下站：花卉世界）   |  |  |

### 站台
本站设有一个岛式站台，位于佛陈路的地底。本站卫生间及母婴室设于站台往南庄方向的一端。

### 出入口
本站设有3个出入口供乘客进出。
|                                           |                                                       |          |                                                                |
| 編號                                      | 无障碍设施                                            | 出口指示 | 建議前往的目的地                                               |
| A                                         | 盲道标志 · 无障碍通道标志 · 升降机标志 · 扶手电梯标志 | 佛陈路   | 碧桂花城东区、碧桂花城公交总站、登洲（碧桂花城）公交站（北行） |
| B1                                        | 盲道标志 · 无障碍通道标志 · 升降机标志 · 扶手电梯标志 | 佛陈路   | 碧桂花城西区、登洲（碧桂花城）公交站（南行）                   |
| B2                                        | 无障碍通道标志 · 升降机标志 · 扶手电梯标志            | 佛陈路   | 三字经文化公园、登洲（碧桂花城）公交站（南行）                 |
| 註： 設有 \| 設有 \| 設有 \| 設有扶手電梯 |                                                       |          |                                                                |

## 接驳交通
本站附近设有碧桂花城公交总站和登洲（碧桂花城）公交站。
| 编号 | 编号 | 线路                   | 线路 | 线路                   | 收费 | 备注            |
| ---- | ---- | ---------------------- | ---- | ---------------------- | ---- | --------------- |
|      | 156  | 火车站（江边村）       | ⇆    | 碧桂花城               | 2元  |                 |
|      | 160  | 市妇幼保健院公交首末站 | ⇆    | 领地海纳珑庭公交首末站 | 2元  |                 |
|      | G08  | 桂城金域花园           | ⇆    | 市妇幼保健院公交首末站 | 2元  | 原 G8（第二代） |

| 编号 | 编号          | 线路                   | 线路                   | 线路                   | 收费                   | 备注                   |
| ---- | ------------- | ---------------------- | ---------------------- | ---------------------- | ---------------------- | ---------------------- |
|      | 127           | 火车站（江边村）       | ⇆                      | 绀村总站               | 2元                    |                        |
|      | 132B          | 新媒体园               | ⇆                      | 登洲大道               | 2元                    |                        |
|      | 173           | 张槎村头               | ⇆                      | 登洲大道               | 2元                    |                        |
|      | 330G19        | 东平广场交通枢纽站     | ⇆                      | 南区公园公交枢纽站     | 2–4元                  |                        |
|      | 803           | 已于2023年12月28日停办 | 已于2023年12月28日停办 | 已于2023年12月28日停办 | 已于2023年12月28日停办 | 已于2023年12月28日停办 |
|      | 806           | 惠云园公交首末站       | ⇆                      | 碧桂园·印象花城        | 2–3元                  |                        |
|      | 831           | 千灯湖公交总站         | ⇆                      | 广珠城轨碧江站         | 2–3元                  |                        |
|      | 佛K6          | 已于2023年6月18日停办  | 已于2023年6月18日停办  | 已于2023年6月18日停办  | 已于2023年6月18日停办  | 已于2023年6月18日停办  |
|      | 禅城－顺德    | 佛山城巴总站           | ⇆                      | 顺德客运总站           | 2–9元                  |                        |
|      | 旅游城巴4号线 | 已于2023年3月20日停办  | 已于2023年3月20日停办  | 已于2023年3月20日停办  | 已于2023年3月20日停办  | 已于2023年3月20日停办  |

## 历史
本站是2号线一期最早建设的车站，于2015年2月开工建设，2016年9月封顶。2021年12月28日，随2号线一期开通而启用。
因佛山市顺德区陈村镇出现2例北海输入的本土确诊病例，自2022年7月25日起，本站和花卉世界站调整管控措施：由地铁站内扫场所码改为地铁站外扫场所码。